# Gladiolus atropurpureus
Gladiolus atropurpureus är en irisväxtart som beskrevs av John Gilbert Baker. Gladiolus atropurpureus ingår i släktet sabelliljor, och familjen irisväxter. Inga underarter finns listade i Catalogue of Life.

## Bildgalleri

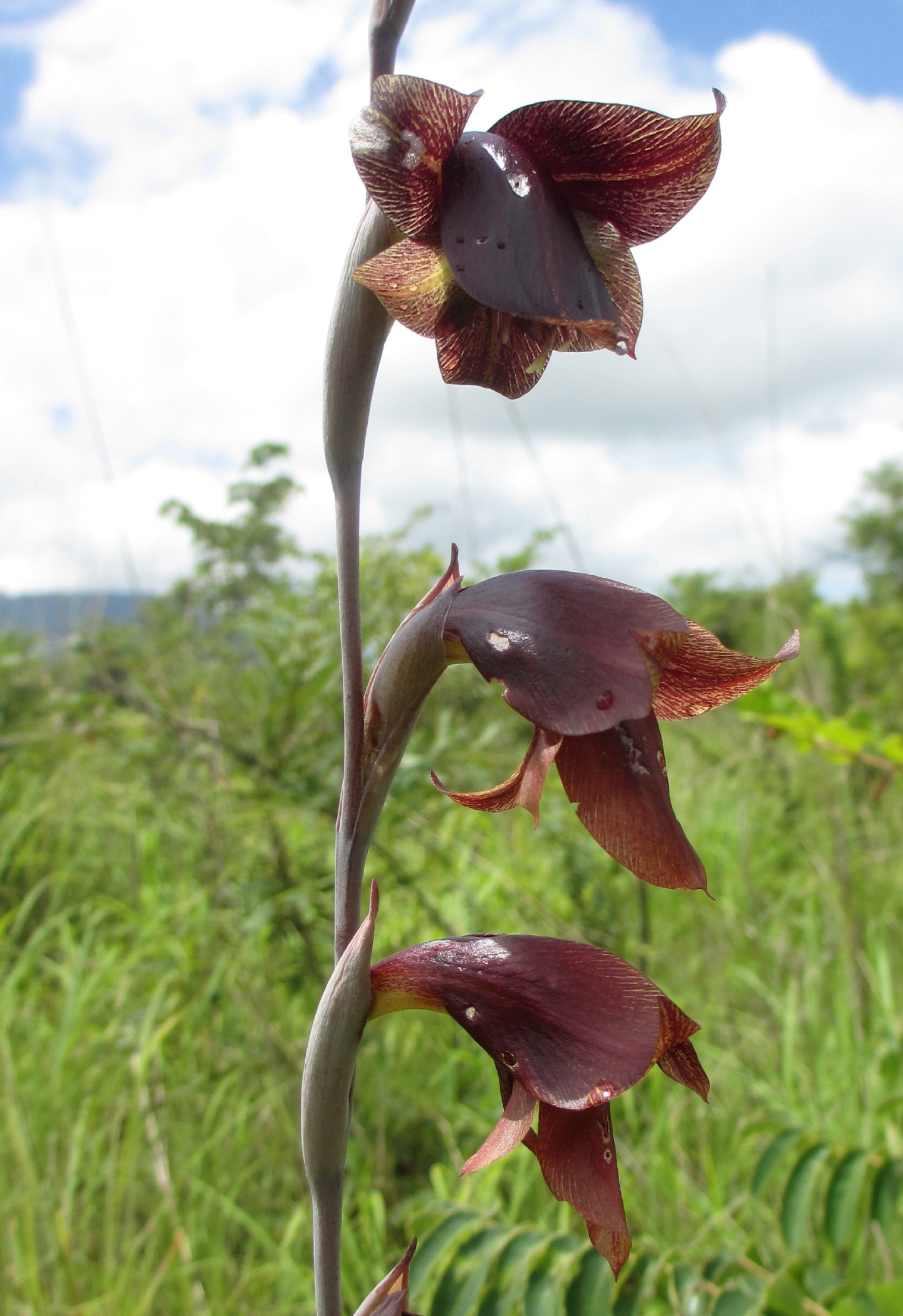
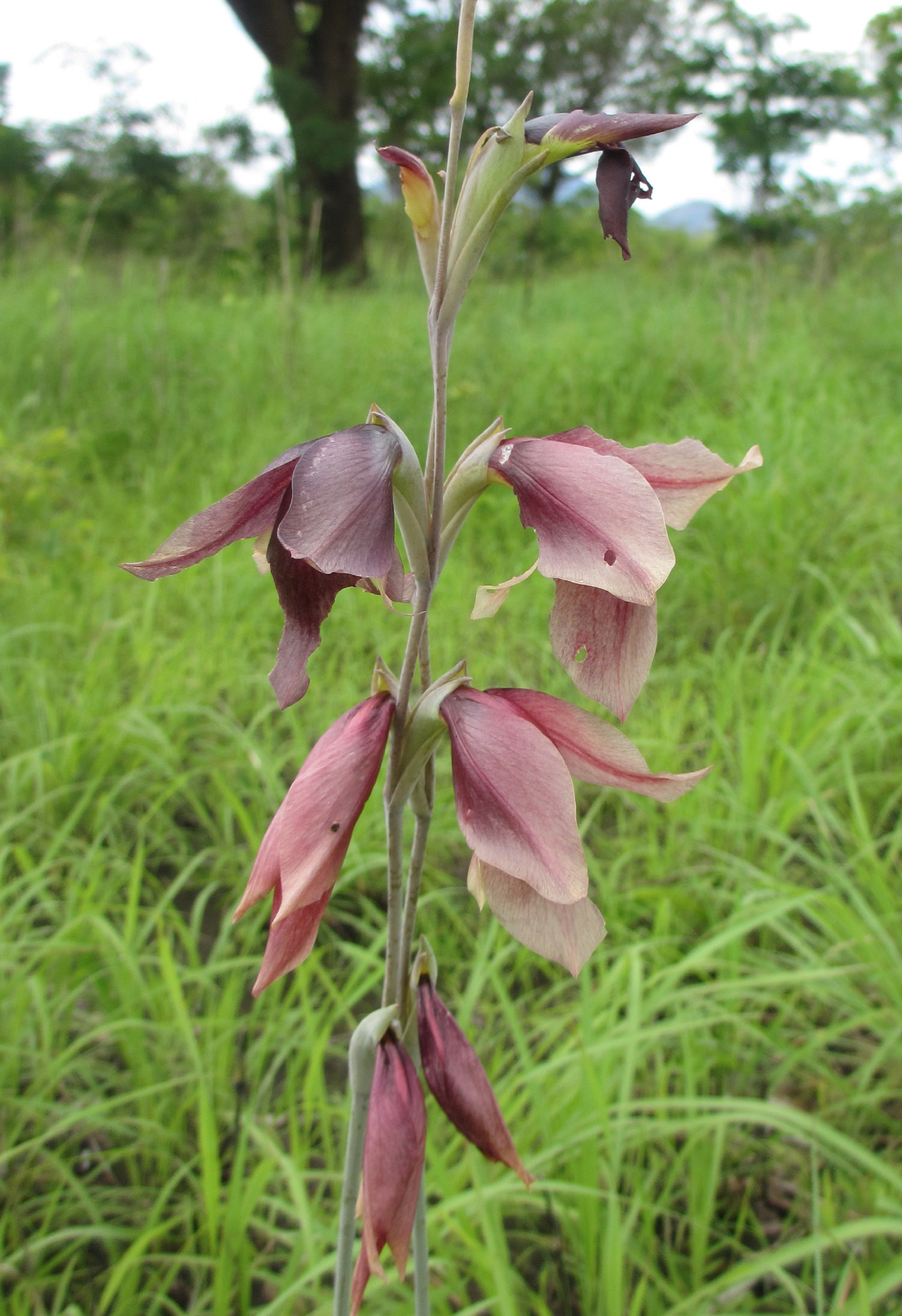